# 比延庄村
比延庄村（ひえしょうむら）は、兵庫県多可郡にあった村。現在の西脇市の南東部にあたる。

## 地理
- 河川：加古川、比延谷川、畑谷川

## 歴史
- 1889年（明治22年）4月1日 - 町村制の施行により、比延村・上比延村・下比延村・堀村・塚口村・中畑村・奥畑村・高島村の区域をもって発足。
- 1952年（昭和27年）4月1日 - 西脇町・日野村・重春村と合併して西脇市が発足。同日比延庄村廃止。

## 交通

### 鉄道路線
- 日本国有鉄道
  - 加古川線
    - 比延駅

現在は旧村域に日本へそ公園駅が所在するが、当時は未開業。

### 道路
- 国道175号

## 人物
- 飛田工匠
- 飛田安兵衛 - 播州織